# The Lioness (album)
The Lioness is het vierde studioalbum van Songs: Ohia. Het album werd opgenomen in Glasgow, Schotland en werd op 17 januari 2000 vrijgegeven door het label Secretly Canadian. De genres van The Lioness variëren van indie en americana tot alternatieve rock.

## Nummers
Het album telt negen nummers, allemaal geschreven door Jason Molina. 
1. The Black Crow (7:16)
2. Tigress (3:20)
3. Nervous Bride (2:43)
4. Being in Love (5:41)
5. Lioness (6:36)
6. Coxcomb Red (4:05)
7. Back on Top (4:22)
8. Baby Take a Look (3:06)
9. Just a Spark (2:19)